# Cayo Goff
Cayo Goff (en inglés: Goff's Caye) es una pequeña isla frente a la costa de la ciudad de Belice, Belice. Está situado al norte del Canal Inglés (English Channel) y es de 1,2 acres (4900 m²) de tierra arenosa. Se encuentra justo en el borde de la barrera de arrecifes de Belice con las aguas al sur y al este posee sólo de 0,6 a 3 metros de profundidad. Cayo Goff se considera como un sitio arqueológico, debido a su asentamientos de la era colonial. Durante la época colonial, la isla sirvió de campo de pesca, el comercio y como un cementerio.
Alrededor de 500 cruceros de turistas visitan la isla cada semana.

## Ecosistemas

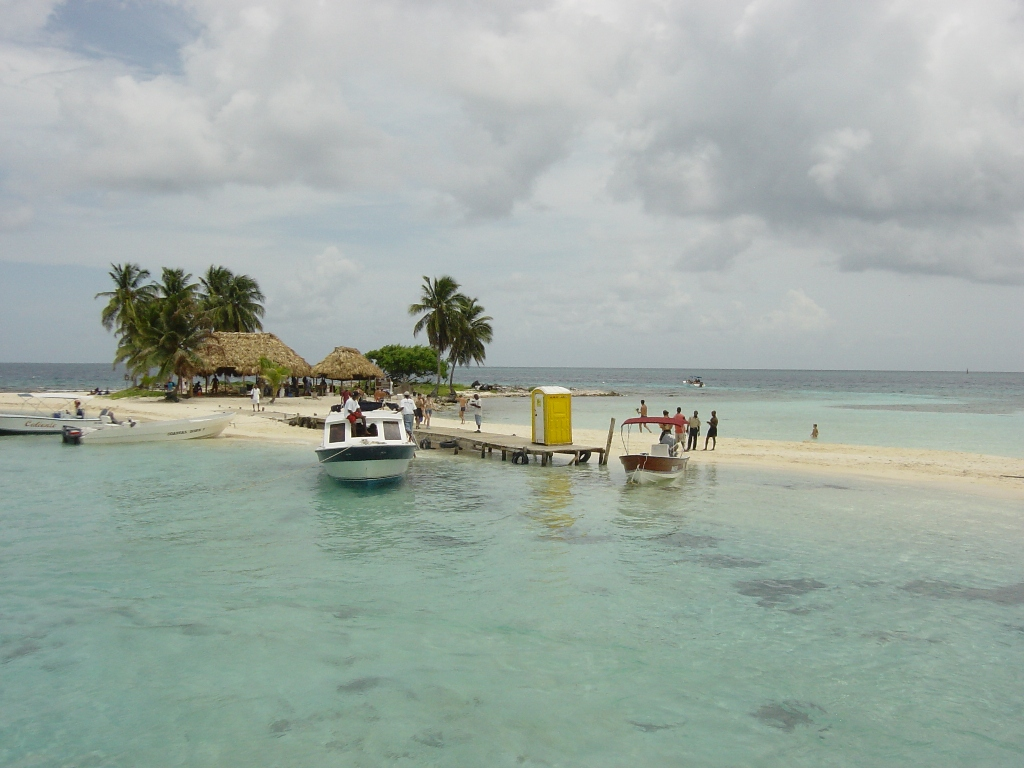
Vista del Cayo Goff

El ecosistema en torno a la Cayo Goff es muy importante para la pesca destacándose la producción de langosta, caracol y pescado. La zona norte de la isla es también conocida por ser un área de alimentación para las tortugas marinas.
El arrecife fuera del cayo Goff se considera uno de los mejores representantes de un sistema de arrecifes bien conservado.